# Etzel (Friedeburg)
Etzel is een dorp in het Landkreis Wittmund in de Duitse deelstaat Nedersaksen. Bestuurlijk maakt het deel uit van de gemeente Friedeburg.
Etzel telde, met inbegrip van de tot dit dorp gerekende gehuchten Hohejohls, Moorstrich, Münsterland, Pumperhörn, Riepen en Stapelstein, in het jaar 2010 ongeveer 800 inwoners.
Het dorp ligt op een uitloper van de geestrug die midden door Oost-Friesland loopt en ter plaatse een hoogte heeft van 8 meter boven Normalnull. De tot Etzel behorende plaatsjes liggen halverwege Friedeburg (dorp) en het in oostelijke richting gelegen Horsten.

## Geschiedenis, economie
Blijkens de aanwezigheid van een megalithisch monument, de Stapelstein uit de Jonge Steentijd, en de in de 19e eeuw gedane vondsten van twee, meer dan tweeduizend jaar oude, veenlijken, was de omgeving van het huidige Etzel al in de prehistorie bewoond.
Het dorp wordt voor het eerst genoemd in een oorkonde uit 1134 als Ezele. De naam is waarschijnlijk opgebouwd uit twee Oudfriese woorden: êtze (eik) en lâ (woud), oftewel  eikenwoud. Het behoorde in de middeleeuwen tot de Friese gouw Östringen.

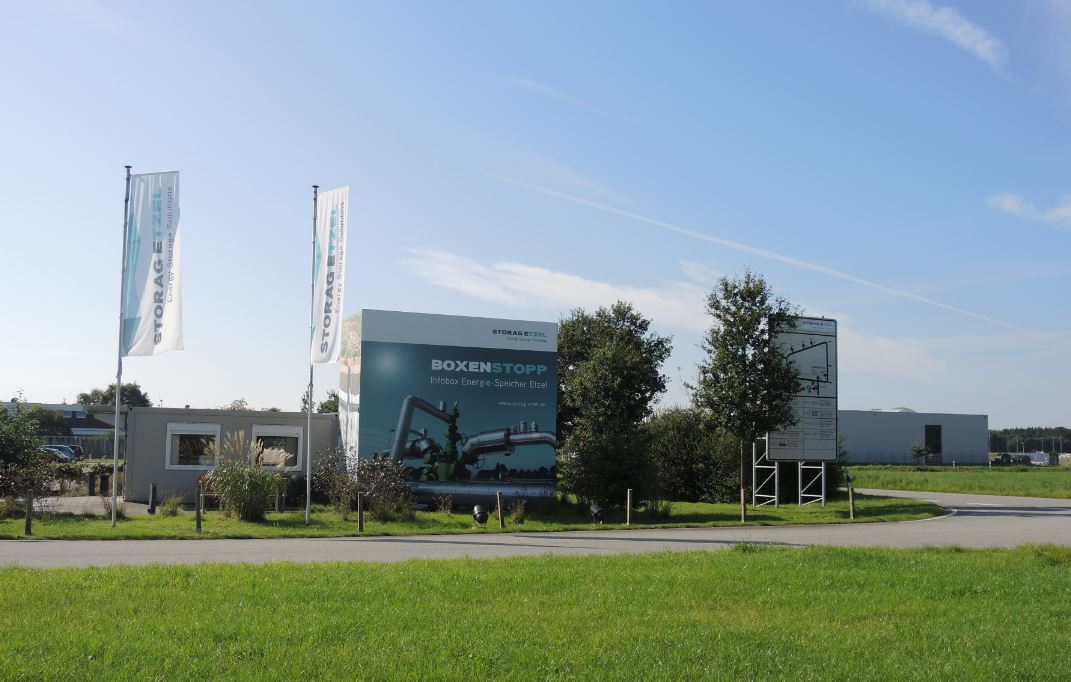
Informatiecentrum gas- en olieopslag (Storag Etzel)

Direct ten zuiden van het dorp, aan de Bundesstraße 436, ligt sedert 1970 een grote ondergrondse opslaginstallatie voor aardolie en aardgas die uit 75 grote opslagtanks bestaat. Het totale volume bedraagt 46 miljoen m3. De brandstoffen zijn opgeslagen in grote, vele honderden meters diepe, 240 miljoen jaar oude zoutkoepels (Duits: Kavernen). Ook voor Nederland bestemd Russisch aardgas van Gazprom wordt hier tussentijds opgeslagen. De olie- en gasopslag van Etzel behoort tot de grootste van geheel Europa. In november 2013 deed zich hier ten gevolge van een technische storing een grote lekkage voor, waardoor duizenden liters olie in nabijgelegen sloten en poldervaarten liepen.
Op 3 februari 2022 werd bekend, dat in de opslagfaciliteit van Etzel in de toekomst ook waterstof zal worden opgeslagen. De waterstof moet in de toekomst aardgas als brandstof gaan vervangen. In de loop van 2022 is een 26 km lange pijpleiding aangelegd, die de opslag te Etzel verbindt met de nieuwe terminal voor LNG in de JadeWeserPort te Wilhelmshaven. Hierdoor wordt de opslag van LNG te Etzel mogelijk; maar ook door omzetting van LNG geproduceerd aardgas kan vanuit Wilhelmshaven aangevoerd worden.

## Bezienswaardigheden

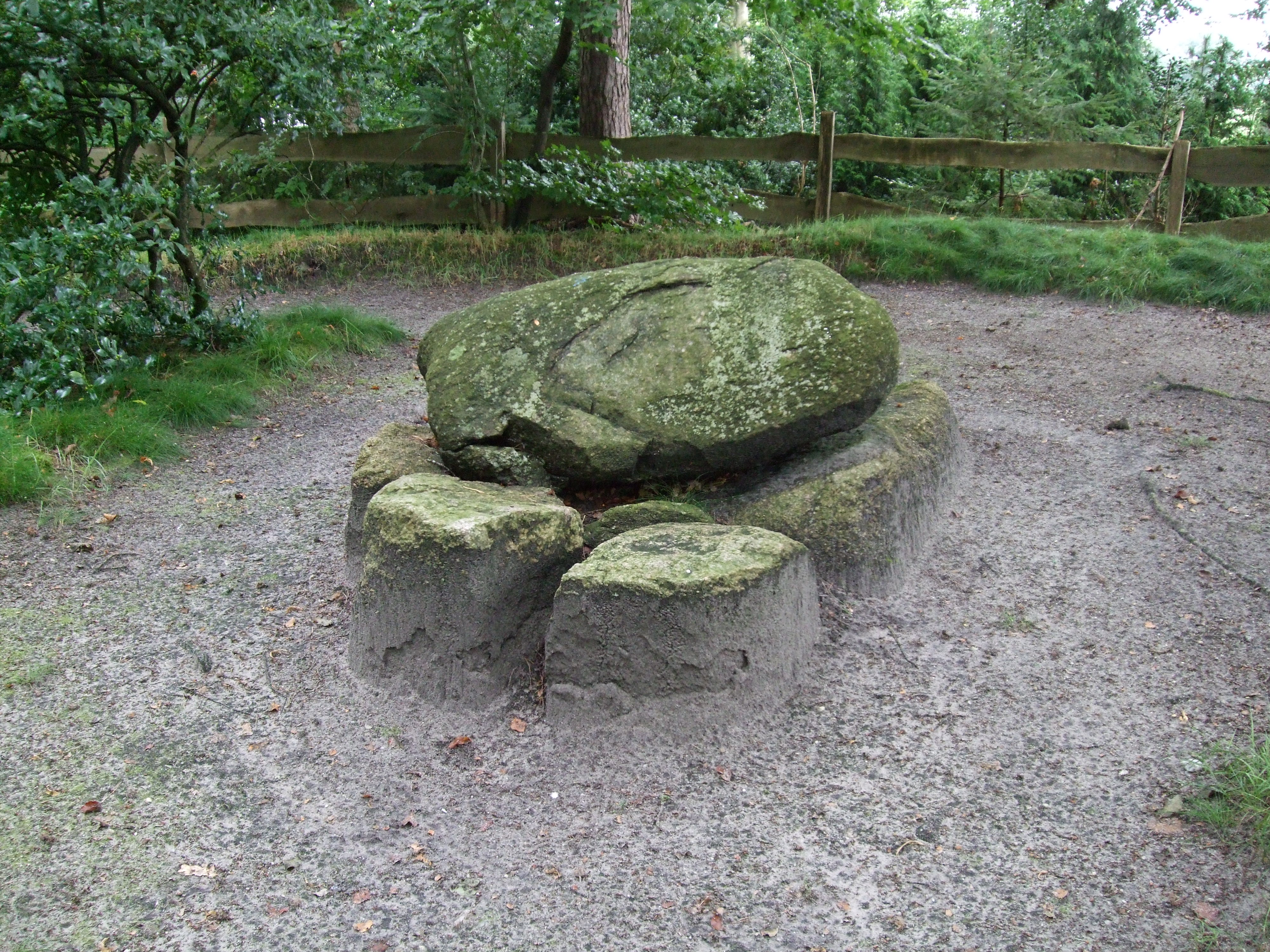
Megalithisch monument Stapelstein

- De uit 1240 daterende Sint-Martinuskerk, met altaarstuk en kerkorgel
- Uit de Jonge Steentijd daterende steenkist Stapelstein, bij het gelijknamige gehucht

## Geboren te Etzel
- Albertus Seba (1665-1736), apotheker en zoöloog